# بوما
بوما (بالألمانية: PUMA) شركة دوليّة ألمانية كبيرة متعددة الجنسيات تنتج الأحذية الرّياضية أحذية أسلوب حياة وملابس رياضية ومعدات أخرى للرياضة. تأسست في عام 1948 على يد رودولف داسلر، إثر انفصال الأخوين (داسلر) لصناعة الأحذية، حيث أسس أحدهما (أديداس) والآخر (بوما). ترعى بوما نوادي ميلان و‌مانشستر سيتي و‌أرسنال و‌بوروسيا دورتموند لكرة القدم، ووقعت في عام 2019 عقد رعاية مع مدرب كرة القدم الإسباني بيب غوارديولا، كما رعت بوما نجم كرة القدم الأرجنتيني السابق دييغو مارادونا من بدايته حتى وفاته، إلى جانب رعايتها للإسباني ديفيد سيلفا نجم مانشستر سيتي سابق. وسبق لها رعاية منتخبات إيطاليا ومصر والجزائر لكرة القدم. ويعد عقد الشراكة الذي وقعته بوما في عام 2019 مع متصدر الدوري الإنجليزي الممتاز لكرة القدم (مانشستر سيتي) أكبر صفقة في تاريخ الشركة، وبحسب وسائل إعلام بريطانية بلغت قيمة الصفقة 758 مليون يورو، وتصل مدة الصفقة بين الشركة والنادي إلى 10 سنوات.

## لمحة تاريخية
مؤسسها هو رودلف داسلر شقيق أدولف داسلر مؤسس شركة أديداس
في عام 1924، شرعت عائلة داسلر في صناعة الأحذية الرياضية. بدأت شركتا داسلر وشوفابريك من قبل اثنين من الإخوة أدولف (في «أديداس») ورودولف داسلر في هيرتسوجيناوراخ. ولكن في عام 1948، بسبب خلافات عائلية، تم تقسيم الممتلكات في سياقات الحرب العالمية الثانية، قام داسلر بإنشاء شركة خاصة به في أبريل 1948، بدأ رودولف شركته الخاصة باسم «رودا» في البداية (اختصار لــ رودولف داسلرcontraction de Rudolf Dassler). ثم قام بتسميتها مرة أخرى بـ"PUMA". ثم قام أخوه بإعادة تسمية شركة أديداس، اختصارا لاسمه. ثم بدأت الشركة في تطور مثير للإعجاب من الجهتين الملابس والأحذية الرياضية متعددة الجنسيات المتنافسة في مدينة متوسطة الحجم. PUMA بقيت في إجازة من جارتها المرموقة، ولكن لا تزال تنمو بصورة قوية، تغذيها ابتكارات هامة مثل الأزرار أو الخيوط ودعم الرياضيين الرائدين مثل بيليه ومارادونا وبوريس بيكر. أصبحت الشركة شركة محدودة في عام 1986، وأدرجت في أسواق الأوراق المالية في ميونيخ وفرانكفورت.
في عام 2005، أصبحت بوما الراعي الرسمي لفورمولا 1 وللسائق مايكل شوماخر، وقامت بتدعيم فريق كرة السلة الألماني، تلك التي أدلى بها في الرياضة الألمانية. اليوم [متى؟] PUMA AG توظف حوالي 9,000 شخص وتوزع منتجاتها في أكثر من 80 بلدا. للسنة المالية 2007، حققت الشركة مبيعات قدرها 2,373,000,000 يورو.
ومثل أديداس، بوما تعتبر جزءا من «المدرسة القديمة» (الهيب هوب والكتابة على الجدران) في 1970s و 1980s، والتي لا تزال متأصلة في الثقافة الحالية.

## الرعاية
ترعى شركة بوما عدة منتخبات كرة قدم منها منتخب الأوروغواي، منتخب سويسرا، منتخب مصر وغالبية منتخبات قارة أفريقيا وعدة أندية منها بروسيا دورتموند الألماني و‌مانشستر سيتي الانجليزي.
في عام 2021، دشن عشرات الناشطين بالعديد من دول العالم حملة ضغط واسعة ضد «بوما»، للضغط عليها من أجل وقف رعايتها للاتحاد الإسرائيلي لكرة القدم. وغرد الناشطون على وسم " BoycottPuma# " بمقاطع مصورة للمظاهرات المنددة برعاية شركة «بوما» (PUMA) لاتحاد كرة القدم الإسرائيلي في العديد من الدول، مثل إنجلترا وألمانيا وأيرلندا وإيطاليا والنرويج وفرنسا وغيرها. ورفع المشاركون الأعلام الفلسطينية ولافتات تدعو لمقاطعة شركة الألعاب الرياضية، واصفين إياها بالشركة الداعمة لدولة «الأبرتهايد».

## وصلات خارجية
- الموقع الرسمي